# Fotografika
Fotografika – termin utworzony przez Jana Bułhaka w latach 20. XX wieku w celu odróżnienia fotografów-artystów (fotografików) od rzemieślników (fotografów). Powstał przez połączenie słów fotografia i grafika. Jako dział grafiki nobilitował fotografię Bułhak podkreślając, że „fotografia jest sztuką plastyczną, jako nowa gałąź grafiki”.
Bułhak w swym referacie powiedział także: „Przyszedł czas, by i w fotografii polskiej nastąpiło pojęciowe rozróżnienie rzemieślnika i artysty. Nie dlatego, by pomniejszać czy dyskwalifikować rzetelną i fachową pracę rzemieślnika. Po to, ażeby ustalić gatunkową i hierarchiczną odmienność artysty-fotografa i rehabilitować jego sztukę, zagubioną dotąd, jak ziarnko piasku, w morzu rękodzielnictwa zarobkowego lub snobistycznych zabawek”.
Obecnie terminu fotografika używa Związek Polskich Artystów Fotografików w swojej nazwie, a także Fotoklub Rzeczypospolitej Polskiej Stowarzyszenie Twórców, używając go zamiennie z określeniem artysta fotograf, na określenie kogo zrzesza. Termin budzi od wielu lat kontrowersje, ze względu na brak wyraźnych kryteriów wskazujących, kogo można uznać za fotografów-artystów. Postulowane są też oddzielenia pojęcia fotografii w znaczeniu piktorialisty i stosowanie jedynie pojęcia fotograf jako określenia współczesnego.
Termin fotografika używany jest także w języku niemieckim, ale ma on odmienne znaczenie. Pojawił się on w połowie XX wieku na określenie obrazów tworzonych techniką fotograficzną, zawierających efekty nawiązujące do grafiki. Reprezentantami tego nurtu byli Franz Fiedler, Edmund Kesting, John Heartfield oraz Klaus Staeck.